# 백수찬
백수찬(1974년 ~ )은 SBS 드라마본부의 프로듀서이다.

## 경력
- SBS 드라마본부 프로듀서

## 연출한 프로그램
- 드림
- 호박꽃 순정
- 냄새를 보는 소녀
- 미녀 공심이
- 다시 만난 세계
- 앨리스